# Joca Reiners Terron
Joca Reiners Terron (Cuiabá, 9 de fevereiro de 1968) é um escritor, poeta, prosador, artista gráfico e editor brasileiro.

## Biografia
Joca nasceu na cidade de Cuiabá, em 1968. Radicado em São Paulo desde 1995, Joca Reiners Terron estudou Arquitetura na Universidade Federal do Rio de Janeiro (UFRJ) e formou-se em Desenho Industrial na Universidade Estadual Paulista (Unesp).
Foi criador e editor da cultuada editora Ciência do Acidente que resgatou nomes importantes da literatura brasileira do final do século XX, como Glauco Mattoso, José Agrippino de Paula, Manoel Carlos Karam e Valêncio Xavier. Seus textos integram diversas antologias nacionais e estrangeiras, como Geração 90: os transgressores (Boitempo, 2003), Os Cem Menores Contos Brasileiros do Século (Ateliê Editorial, 2004), Uma antologia bêbada (Ciência do Acidente, 2004), Dentro de um livro (Casa da Palavra, 2005), A Literatura latino-americana do século XXI (Aeroplano Editora/Centro Cultural Banco do Brasil, 2005), Contos Cruéis: as narrativas mais violentas da literatura brasileira contemporânea (Geração Editorial, 2006), Na virada do século - poesia de invenção do Brasil (2002), editada por Frederico Barbosa e Claudio Daniel, Rattapallax, editada nos EUA (2002), e Tsé=tsé, editada na Argentina (2000), entre outras.
Em 2013, Terron organizou a coleção Otra Língua, pela editora Rocco, que lançou no Brasil nomes como Mario Levrero, Horacio Moya, Cesar Aira, entre outros. A coleção, dedicada a publicação de autores hispano-americanos e suas respectivas obras antes ignoradas pelo mercado brasileiro, vem preenchendo assim as lacunas que existiam para este segmento no país.
Seu livro de 2017, Noite dentro da noite, foi finalista do Prêmio Jabuti de Literatura na categoria Romance.

## Obras

### Romances
- Não há nada lá (Ciência do Acidente, 2001; Companhia das Letras, 2011)
- Curva de Rio Sujo (Planeta, 2004) (Adaptação cinematográfica produzida por Felipe Bragança)
- Do fundo do poço se vê a lua (Companhia das Letras, 2010)
- Guia de ruas sem saída - Bolsa Petrobrás de fomento à Criação Literária. Ilustrações de André Ducci, (selo editorial Edith, 2012)
- A tristeza extraordinária do Leopardo-das-Neves (Companhia das Letras, 2013)
- Noite dentro da noite (Companhia das Letras, 2017)
- A morte e o meteoro (Todavia, 2019)
- O riso dos ratos (Todavia, 2021)
- Onde pastam os minotauros (Todavia, 2023)

### Contos
- Hotel Hell (Livros do Mal, 2003)
- Sonho interrompido por guilhotina (Casa da Palavra, 2006)

### Poesia
- Eletroencefalodrama (Ciência do Acidente, 1998)
- Animal anônimo (Ciência do Acidente, 2002)
- Transportuñol borracho (Yiyi Jambo, Asunción, 2008)
- Quando sonhamos que sonhamos (Arte & Letra, 2023)
- Mapa desbotado pelo sol (Sorte & Azar S/A, 2024)

### Dramaturgia
- Cedo ou tarde tudo morre - dirigida por Haroldo Rego e encenada no projeto Nova Dramaturgia Brasileira (CCBB Brasília - maio/2011).
- Bom Retiro 958 Metros - com Teatro da Vertigem, direção de Antônio Araújo, encenada em São Paulo entre junho de 2012 e abril de 2013.

## Prêmios
- Prêmio Redescoberta da Literatura Brasileira da Revista Cult por Não Há Nada Lá (2000).
- Bolsa para autores com obra em conclusão da Fundação Biblioteca Nacional (2002).
- Bolsa Petrobras de Criação Literária por Guia de Ruas Sem Saída (2007).
- Bolsa Petrobras de Criação Literária por Noite dentro da noite (2012).
- Prêmio Machado de Assis de Romance da Fundação Biblioteca Nacional por Do fundo do poço se vê a lua (Companhia das Letras, 2010).
- Menção Honrosa na categoria Contos por A Memória é uma Curva de Rio Sujo - Concurso Nacional de Literatura Cidade de Belo Horizonte.
- Bom Retiro 958 Metros, com Teatro da Vertigem. Prêmio Governador do Estado para Cultura 2012, Categoria Teatro, votação popular, 2013
- Finalista do Prêmio Jabuti de Literatura na categoria Romance por Noite dentro da noite (2017).